# آیورودا
آیوروِدا (به انگلیسی: ayurveda، به سانسکریت: आयुर्वेद؛ به معنی «علم زندگی») دانشی کهن و گسترده است که نه‌تنها در هند، بلکه در بسیاری از کشورهای اروپایی و آمریکایی نیز مورد توجه قرار گرفته است. آیورودا به‌عنوان یکی از شیوه‌های طب مکمل، از روش‌هایی مانند درمان گیاهی، ماساژ و یوگا برای ارتقای سلامت و درمان بیماری‌ها بهره می‌برد. با وجود سابقه‌ی تاریخی طولانی، این دانش همچنان در میان بسیاری از مردم محبوبیت دارد و جایگاهی مهم در زندگی معاصر یافته است.

## اصول آیورودا

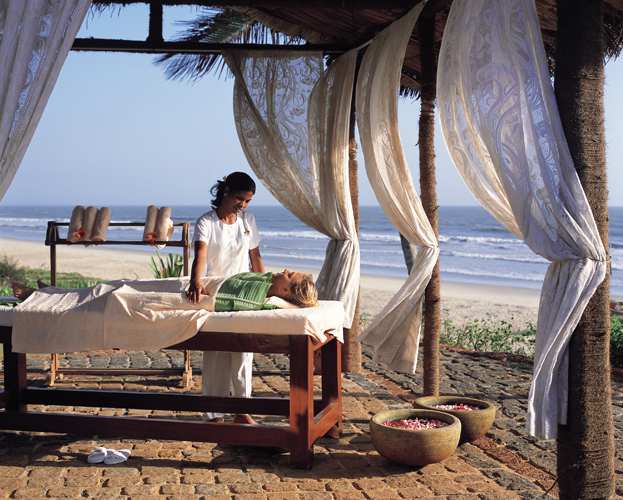
یک چشمه آب معدنی در گوا که در آن آیورودا ارائه می‌شود

آیورودا از تعالیم هندو و بودا تأثیر زیادی گرفته‌است. یکی از مفاهیمی که از این طریق به آیورودا راه یافته مفهوم «تعادل» است، که بر اساس آن مقابله با نیازهای طبیعی باعث از بین رفتن تعادل در بدن و ایجاد بیماری می‌شود.
توصیه به رژیم‌های غذایی جایگاه ویژه‌ای در آیورودا دارد. همچنین بهداشت — هم‌چنان‌که یکی از ارکان مذهبی هندوها است — در آیورودا از اهمیت زیادی برخوردار است.
آیورودا یک واژه سانسکریت است و به معنای علم زندگی است. ودا نام اولین کتابی است که به انسان‌ها از جانب خداوند نازل شده‌است اما تاکنون به درستی مشخص نشده توسط چه کسی به زمین فرستاده شده‌است. تعالیم آیورودا بر اساس چند بخش از کتاب آسمانی ودا مثل ریگ ودا می‌باشد.
آیورودا تنها سیستم طبی است که هدف آن از طبابت و تعلیم رسیدن به خدا است. یک دانش همه‌جانبه که شامل جیوتیشا (علوم کیهانی)، داروسازی، آزمایش طبی، طب سوزنی، ماساژ، جراحی، گیاه پزشکی، دامپزشکی و هر آنچه مربوط به طب باشد است.
آیورودا به چند دلیل علمی مقدس به‌شمار می‌آید و در دانشگاه‌های هندوستان به عنوان یک رشته پزشکی جامع و کامل در حال تدریس است. به پزشک آیورودایی، آیورودیک یا وید می‌گویند.
براساس عمیق ترین آموزه های آیورودا:
زندگی انسان، تعادلی ست میان بدن، ذهن، احساسات و روح.
هیچ چیزی وجود نخواهد داشت مگر برای رسیدن به آگاهی برتر.
آفرینش پیوندی از دو عالم درون و برون است و آیورودا پلی ست که این دو عالم را به یکدیگر پیوند می دهد.
عملکرد و حرکت تمام خلقت، انسان، مواد معدنی، نباتات، قلمرو حیوانات، همگی نشئت گرفته از برهم کنش سه نیرو و انرژی بنیادین می باشند. این سه نیرو که در منابع امروزی دوشاها خوانده می شوند، شامل:  واتا، پیتا و کافا هستند.

### موارد احتیاطی در مورد آیورودا
- اگر شما بیماری خاصی مثل بیماری قلبی یا دیابت دارید، فقط به آیورودا تکیه نکنید و از درمانهای معمول پزشکی هم استفاده کنید.
- روشهای پاکسازی مثل تنقیه یا استفاده زیاد از ملین، ممکن است تعادل شیمیایی بدن را بهم بریزد. از این روش‌ها با احتیاط استفاده کنید.
- اگر شما از یک رژیم غذایی خاص برای دیابت یا بیماری قلبی خود استفاده می‌کنید، پیش از استفاده از رژیم غذایی آیورودا با پزشک خود مشورت کنید زیرا گاهی ممکن است این رژیم‌ها با هم در تضاد باشند.